# 王统 (前秦)
王統（？—392年），五胡十六国时期前秦、后秦将领。秦州休屠（匈奴部族名）人。父亲是王擢，弟弟是王广。

## 生平
他的父亲王擢是陇西地区的豪强，受到统治该地的各朝代的厚遇。354年十一月，王擢因担心被杀，从前涼逃往前秦，任尚书。359年，王統在前秦担任扶风内史。
371年二月，王統担任益州刺史。三月，随左卫将军苻雅率步騎兵七万出征仇池，将其击灭。
十二月，王統攻打割据陇西的乞伏司繁。乞伏司繁率三万騎，在苑川（今甘肃省兰州市榆中县）迎击。王通秘密前往都尖山（今甘肃省白银市靖远县），进行攻击。乞伏司繁部落五万余人向王統投降，乞伏司繁军不战而败。他无处可归，便向王統投降。
373年九月，王統率秘書監朱肜率汉川两万精兵，前禁将軍毛当、鷹揚将軍徐成率三万精兵从剑门进军梁州、益州。前秦军与东晋梁州刺史杨亮的军队在青谷作战，大败东晋军队。楊亮退守西城，加强防御。王統等攻克汉中，徐成进攻剑门，取得胜利。
十一月，梁州、益州成为前秦领地。战后，苻坚任命王統为南秦州刺史，镇守仇池。
376年五月，使持節、武衛将軍苟萇率步騎兵十三万討伐前涼。苻堅命王統担任涼州刺史与秦州刺史苟池、河州刺史李辩作为苟萇軍的後军，继续攻打前涼。
八月，中書令梁熙、步兵校尉姚萇、王統、李辩等渡过清石津，攻打前涼驍烈将軍梁济守卫的河会城，梁济降秦。王統等与苟萇等人会合，攻占了纏縮城。前秦军至姑臧，灭前涼。
淝水之战后，前秦崩溃。385年二月，其弟益州刺史王广率益州兵三万，来到陇西与王統会合。
十一月，王广、王統派使者去见皇帝苻丕，请他攻打后秦。苻丕大喜，任命王統为镇西大将军、開府儀同三司、散騎常侍、秦州牧，王广为安西将军、益州牧。
386年二月，王广攻打車騎大将軍毛興。三月，王統救援，毛兴环城自守。四月，毛兴攻破王广，王广逃往秦州。乘势毛興攻破王統，王統退守上邽。八月，姚碩德呼应後秦皇帝姚萇起兵，与王統对峙，姚萇与他合军攻打王統。姚萇攻打王統时，周围的许多胡族纷纷响应。其中吉成詵对姚萇说：“秦州人多，地势险峻，贤才如林，可谓用武之地。王秦州（王統）坐拥珠宝，并没有选拔贤士，形成三分鼎足。我请陛下将秦州的金帛散给六军，以表彰贤人善者，以全州人之望。”姚萇接受了这一意见。後秦逐渐处于优势。九月，王統投降后秦。
392年三月，姚萇病重，征南将军姚方成对皇太子姚兴说道：“现在来进犯的敌人还没有被消灭，皇上又卧病不起。王统等人都拥有自己的部队，终成祸患，应尽快将其除掉。”姚兴听从了他的话、杀掉了王统、王广、苻胤、徐成、毛盛。姚萇听说王统等人被姚兴所杀时，生气地说：“王统兄弟，跟我是同州同里的老乡，根本没有二心。徐成等人是前秦的名将，我正想着等天下少定，托付他们重任，怎么能轻易地说杀就杀。”